# Peder Hansson Paus
Peder Hansson Paus, född 27 september 1691 i Kviteseid, död 19 november 1759 i Kviteseid, var en norsk jurist och häradshövding i Øvre Telemark från 1723 till 1751. Peder Paus är också känd för att ha skrivit en kulturhistorisk beskrivning av distriktet och en ordlista över telemål 1743. Vid sidan av sitt ämbete drev han egna affärer och hade bland annat intressen inom bergsbruk.

## Biografi
Peder Hansson tillhörde släkten Paus och var son till kyrkoherden i Kviteseid Hans Povelsson Paus, sonson till kyrkoherden i Hjartdal Povel Pedersson Paus och barnbarnsbarn till prost i Øvre Telemark Peder Povelsson Paus. Hans mor Susanne Morland (1670–1747) var dotter till prosten Amund Morland och barnbarn till sågverksägaren och godsägaren Christen Andersen och Anne Gundersdatter på Borgestad gård. Peder Hanssons far är bland annat känd för att ha skrivit visan Stolt Anne om Anne Clausdatter, som också var modern Susannes kusin.
Den 21 maj 1717 fick han förväntansbrev på ämbetet som häradshövding i Øvre Telemark efter sin farbror Cornelius Povelsson Paus (1662–1723); hans kusin Paul Corneliusson Paus var edsvuren fullmäktig och tillförordnad häradshövding en period innan Peder Paus tog över. När farbrodern avled tillträdde Peder Paus ämbetet som häradshövding i Øvre Telemark, som då omfattade församlingarna Fyresdal, Lårdal, Vinje, Kviteseid (med Brunkeberg, Nissedal, Treungen och Vrådal) och Seljord. Han fick dock ingen formell utnämning från kungen i Köpenhamn, och tillträdde således ämbetet på eget bevåg med stöd av förväntansbrevet. Först efter flera år utfärdade kungen ett formellt utnämningsbrev. Redan från tillträdet bodde han på gården Midsund i Kviteseid, och Kviteseid blev därmed säte för häradshövdingen i Øvre Telemark, en ordning som har fortsatt till vår tid. Han tillhörde "ett av de mest framträdande häradshövdingdynastierna" i Norge och ämbetet gick i arv i familjen i 106 år.
Peder Paus har beskrivits som en plikttrogen och rättskaffens häradshövding som utmärkte sig med goda och självständiga juridiska bedömningar som betonade sunt förnuft och människokännedom. Han skrev en kulturhistorisk beskrivning av distriktet och en ordlista över telemål 1743. Som häradshövding hade Peder Paus också mycket att göra med de större handelshusen vid Skiensfjorden i form av fastighetsregistreringar, avgifter mm., vilket framgår i huvudböckerna till Herman Leopoldus Løvenskiold och Niels Aall d.ä.
I 1745 fick ett konsortium bestående av bland annat Peder Paus, Niels Aall, bergamtssekreteraren Wildhagen, bergmästaren och assessorn Adam Adamsen Ziener (Peder Paus' senare svärson) och flera medlemmar av familjen von Koss tillstånd för kopparfyndigheterna på Åmdal. Bergsbruk drevs där av detta konsortium fram till strax efter 1758.
Peder Paus var gift i sitt första äktenskap med Cathrine Medea Maj Hermansdatter (död 1736) från Danmark, dotter till kyrkoherden i Ølsted på Själland Herman Arentsen (1647–1698) och Gundel Sørensdatter May. Herman Arentsen var son till den välkända topografen, rådmannen i Köpenhamn med mera, Arent Berntsen, medan Gundel var dotter till magister, prost och kyrkoherde i Holbæk, Søren Nielsen May, och Catharina Motzfeldt, som i sin tur var dotter till vinhandlaren och stadskaptenen i Köpenhamn, Peter Motzfeldt (1584–1650). Svärmor Gundel May var bland annat kusin till statsmannen Peder Griffenfeld. 
I sitt andra äktenskap var Peder Paus gift med sin kusin Hedvig Coldevin Corneliusdatter Paus (1711–1771), dotter till hans föregångare som häradshövding, Cornelius Paus, och Valborg Rafn.
Peder Paus hade två barn, båda i sitt första äktenskap: Anna Susanna Paus (1720–1798), gift med bergmästare vid Kongsberg Silververk och överbergamtsassessor Adam Adamsen Ziener (f. 1709), och sin efterträdare som häradshövding i Övre Telemarken, Hans Paus (1721–1774). Sonen Hans Paus var gift med den danskfödda Andrea Jaspara Nissen och har en mängd efterkommande.
Peder Paus förde i sitt vapen en duva med en olivkvist i näbben, sittande på en ihoprullad orm.